# Зеров, Николай Константинович
Никола́й Константи́нович Зе́ров (укр. Мико́ла Костянти́нович Зе́ров; 14 [26] апреля 1890, Зеньков, Полтавская губерния — 3 ноября 1937, Сандармох, Карельская АССР) — украинский советский поэт, переводчик и литературовед. Лидер группы «неоклассиков».

## Детство
Родился в многодетной семье учителя местной двухлетней школы Константина Ираклиевича Зерова. «Отец — учитель, затем — заведующий городской школой, наконец, в 1905 г., — инспектор народных школ, мать (Мария Яковлевна) — из рода мелких землевладельцев Яресько — из-под Диканьки, рода казачьего, но имеющего доказательства прав на дворянство», — пишет Зеров в автобиографии. 
Семья была многодетной: 11 детей, из которых семеро дожили до взрослого возраста. Старший брат Николая — Константин (1899—1979) стал гидробиологом, геоботаником; младшие братья: Дмитрий (1895—1971) — ботаник, Заслуженный деятель науки УССР, академик АН УССР; Михаил (1901—1963) — поэт и переводчик, известный под литературным псевдонимом Михаил Орест; Георгий (1908—1956) — инженер (окончил Киевский политехнический институт), лауреат Сталинской премии.

## Образование и первые публикации
После окончания Зеньковской школы, где его одноклассником был будущий известный юморист Остап Вишня, учился в Ахтырской и Первой Киевской гимназиях (1903—1908). В 1908—1914 гг. — студент историко-филологического факультета Киевского университета Святого Владимира.
В 1912 г. опубликовал первые статьи и рецензии в журнале «Світло», газете «Рада». С 1914 г. приказом попечителя Киевского учебного округа был назначен на должность преподавателя истории Златопольськой мужской, а с октября 1916 г. — также женской гимназии. С 1917 г. работал учителем во Второй Киевской гимназии имени Кирилло-Мефодиевского братства и преподавал латынь. В 1918—1920 гг. преподавал украиноведение в Архитектурном институте, работает редактором библиографического журнала «Книгарь» (до начала 1920 г.).
В это время вошёл в элитный кружок деятелей украинской культуры, который сформировался вокруг Георгия Нарбута. На собраниях кружка обсуждались вопросы развития украинской литературы, искусства, графики.
В 1920 г. женился на Софии Федоровне Лободе (1890—1995; после смерти Зерова, она вышла замуж за их общего друга писателя В. П. Петрова). В семье родился сын Константин, который умер в 9 лет от скарлатины. В этом же году Н.К. Зеров публикует подготовленные им «Антологию римской поэзии» и «Новую украинскую поэзию».

## 1920—1923: Барышевка
Из голодного Киева Зерова пригласили на работу в Барышевскую социально-экономическую школу, где он работал около трёх лет. Все стихи из его сборника «Камена» (1924) были написаны именно здесь. Также в Барышевке выполнил много переводов, написал ряд сонетов и сатир-пародий, несколько небольших рассказов.
С 1 октября 1923 г. — профессор Киевского института народного образования. О лекциях Зерова среди студентов ходили легенды. Одновременно преподавал украинскую литературу в кооперативном техникуме и торгово-промышленной школе.

## 1923—1925: Неоклассики
В 1923 г. громко заявила о себе группа «неоклассиков». Именно в этом году все они собрались в Киеве и объединились в рамках АСПИСа. В декабре 1923 г. состоялась первая встреча Зерова с Миколой Хвылевым, когда тот приехал в Киев в составе делегации харьковских писателей «Гарта». Неоклассики устраивают литературные вечера. Однако попытку Зерова предложить общую платформу для консолидации литературного процесса панфутуристы и «гартовцы» расценили как покушение на собственную идеологическую чистоту и отвергли.
1924 г. начался с бурных дискуссий. 3 января на культкомиссии Всеукраинской Академии наук Зеров произнёс доклад «Украинская литература в 1923 году»; 20 января состоялся диспут, на котором оппонентами доклада Д. Загула «Кризис современной украинской лирики», выступавшего с крайних большевистских позиций, выступили Зеров, Ю. Меженко, Г. Косынка, М. Ивченко. Лидер «неоклассиков» оценивал 1923 г. как «год литературного оживления». Его оппонент Д. Загул, напротив, отстаивал необходимость унификации и суровой регламентации как выбора идеи произведений, так и художественных способов её выражения.
В том же 1924 г. была опубликована «Камена» — первый сборник стихов Зерова.
Противники упрекали Зерова в безразличии к актуальным проблемам, в том, что он не выступает как литературный критик. Однако 1925 г. можно считать вершиной литературно-критической деятельности Зерова. Один лишь журнал «Життя й революція» поместил 17 его материалов, кроме которых были и публикации в других изданиях, лекции перед студентами.

## 1925—1928: Литературная дискуссия
В 1925 году началась известная литературная дискуссия, которая продолжалась до 1928 года.  Её началом считают статью Г. Яковенко «О критиках и критике в литературе» («Культура і побут», 1925, 20 апреля) и ответ на неё М. Хвылевого. Зеров-критик встал на сторону Хвылевого. Программа Зерова требовала осознания, осмысления и освоения сокровищ украинской национальной традиции, что, по его мнению, позволило бы трезво и реально оценить многие современные литературные авторитеты, перенести на украинскую почву лучшие произведения европейской классики и современной литературы, что, в свою очередь, повысило бы «планку художественности» и в конечном счёте установило бы атмосферу здоровой литературной конкуренции, а не конъюнктурного протекционизма. «Мы хотим, — заявлял Зеров, — такую литературную обстановку, в которой будут цениться не манифест, а труд писателя, и не убогие пререкания на теоретические темы — повторение одной и той же заезженной пластинки орущего граммофона, — а живая и серьёзная литературная студия; не писательский карьеризм „человека из организации“, а художественная требовательность автора прежде всего к себе самому».
Именно эти заявления и вызвали жаркие споры. Особенно раздражало оппонентов требование Зерова вместо кружковщины и протекционизма обеспечить нормальную литературную конкуренцию.
С 1926 г. Зеров выступал только как литературный критик, сосредоточив основные усилия на переводах и историко-литературных исследованиях. В том же году власть обвинила неоклассиков в антипролетарских настроениях. Григорий Майфет в письме 3 июля 1927 г. так писал Зерову о настроениях в Харькове: «Вообще литературная ситуация ужасает. Тычина говорит: „Жалею не о том, что ничего не публикую, а о том, что ничего не пишу для себя…“».

## Начало репрессий
Июньский пленум ЦК КП(б)У 1927 г. дал прямые указания о политической оценке неоклассиков. Постановление пленума означало запрет литературной и критической деятельности Зерова. У него осталась возможность выступать лишь с историко-литературными исследованиями, на которых он и сосредоточился в конце 1920-х гг. Он писал предисловия к произведениям украинских классиков, которые издавались в издательствах «Книгоспілка» и «Сяйво». Из этих статей сложилась книга «Од Куліша до Винниченка» (1929). Однако и этот участок деятельности пришлось уступить. Процесс СВУ в начале 1930 г. стал переломным моментом. Издательство «Книгоспілка» было реорганизовано, «Сяйво» закрыто. Н. Кулиша и В. Винниченко объявили фашистскими писателями. В числе прочих в связи с процессом СВУ был арестован и Максим Рыльский, что стало ясным предупреждением для всех неоклассиков.
В феврале-марте 1930 г. Зеров был вынужден выступить «свидетелем» на процессе «Союза освобождения Украины» (М. Ефремов и др.). Самоубийство Хвылевого в мае 1933 г. стало ещё одной драмой. Все последующие годы ему фактически было запрещено заниматься творческой деятельностью, а с 1933 г. опасным становится даже молчание — от него требуют публичного самобичевания, заявлений о самокритике и саморазоблачении. Под давлением Зеров вместе с Филиповичем вынужден был опубликовать несколько таких «открытых писем». В конце 1934 Зеров окончательно уволен из университета. Он потерял последнюю материальную опору и был вынужден искать любую работу или покинуть Украину. Пережив ещё одну трагедию — смерть десятилетнего сына, — Зеров переехал в Москву. Там он начал работу над переводом латинской поэзии («Послание к Пизонам об искусстве поэзии» Горация, произведения Авзония, Клавдиана и др.) на русский язык; после ареста Зерова рукописи сохранились и были опубликованы в антологии под редакцией С. П. Кондратьева в 1939 г. без имени переводчика.

## Арест
В ночь с 27 на 28 апреля 1935 г. Зеров был арестован под Москвой на станции Пушкино. 20 мая отправлен в Киев на следствие по обвинению в руководстве контрреволюционной террористической националистической организацией.
Военный трибунал Киевского военного округа на закрытом судебном заседании 1 февраля — 4 февраля 1936 г. без участия обвиняемых и защиты рассмотрел судебное дело № 0019 — 1936; Зеров был осуждён на 10 лет заключения в исправительно-трудовых лагерях с конфискацией всего принадлежавшего ему имущества.

## Ссылка и казнь
В конце зимы осуждённые были направлены на Север по традиционному маршруту: Медвежья Гора — Кемь — Соловки, куда они прибыли в первых числах июня 1936 года. Поначалу режим в лагере был относительно терпимым. По состоянию здоровья Зеров не мог работать лесорубом и поэтому отвечал за хозяйственную службу. По окончании рабочего дня в сторожке он мог выполнять переводы и писать статьи. Часть текстов, отправленных Зеровым в письмах на волю, сохранилась. По многим свидетельствам, в том числе по письмам Зерова к жене, последнее из которых датировано 19 июня 1937 г., известно, что в то время он закончил украинский перевод «Энеиды» Вергилия (рукопись была утеряна).
9 октября 1937 г. без каких-либо дополнительных оснований и объяснений «дело Зерова и др.» было пересмотрено особой тройкой УНКВД по Ленинградской области. Зеров, Филипович, Вороной и др. были приговорены к высшей мере наказания — расстрелу. Все они были казнены 3 ноября 1937 г. в урочище Сандармох в составе большого этапа, выведенного с Соловецких островов.
Постановлением Военной коллегии Верховного Суда СССР от 31 марта 1958 г. приговор Военного трибунала Киевского военного округа от 1-4 февраля 1936 г. и постановление особой тройки УНКВД по Ленинградской области от 9 октября 1937 г. были отменены, а дело прекращено «за отсутствием состава преступления».